# Aziatische kakkerlak
De Aziatische kakkerlak (Blattella asahinai) is een insect uit de orde kakkerlakken en de familie Blattidae. De soort werd voor het eerst geldig gepubliceerd door Mizukubo in 1981.

## Beschrijving
De Aziatische kakkerlak is nagenoeg identiek aan de Duitse kakkerlak (Blattella germanica), afgezien van enkele kleine morfologische verschillen. De soort is ongeveer 1,6 cm lang, licht- tot donkerbruin en heeft vleugels. De vleugels zijn langer dan die van de Duitse kakkerlak. De Aziatische soort kan goed vliegen, bijna zoals een mot, en wordt aangetrokken door licht. In tegenstelling tot de Duitse kakkerlak, leeft B. asahinai bij voorkeur buitenshuis.

## Voorkomen
B. asahinai komt voor in tropische en subtropische klimaten. 
De soort werd voor het eerst in de Verenigde Staten waargenomen in 1986, in Lakeland (Florida). Sindsdien heeft de soort zich snel verspreid in Florida en andere staten in het zuiden van de VS. Volgens entomoloog Bob Pfannenstiel kan de Aziatische kakkerlak, een omnivoor, zich voeden op de eitjes van plaaginsecten uit de orde Lepidoptera. In de VS eet de soort sinds 2006 de eitjes van de voor katoen, soja, maïs en tomaat kwalijke katoenmotten (bollworm) in Texas.